# Amata tomasina
Amata tomasina is een vlinder uit de familie spinneruilen (Erebidae), onderfamilie beervlinders (Arctiinae). De wetenschappelijke naam van de soort is voor het eerst geldig gepubliceerd in 1876 door Butler.
Deze nachtvlinder komt voor in tropisch Afrika.